# Hrvoje Hegedušić
Hrvoje Hegedušić (Zagreb, 13. studenoga 1935.), hrvatski je glazbenik, skladatelj, producent i ton-majstor.
Od ljeta 2009. godine čelnik je Hrvatskog društva skladatelja, koje je glavni organizator Muzičkog biennala u Zagrebu. Jedan je od začetnika hrvatske šansonijerske scene na kojoj je sudjelovao kao autor i izvođač. Zajedno s Arsenom Dedićem i Zvonkom Špišićem imao je veliki utjecaj na podizanje kvalitete pjesama na estradi u bivšoj Jugoslaviji.
Prvi je skladatelj koji je uglazbio pjesme hrvatskih antologijskih pjesnika poput Dobriše Cesarića i Antuna Gustava Matoša te također kao skladatelj i tekstopisac surađuje s brojnim izvođačima zabavne glazbe, kao što su Gabi Novak, Vice Vukov, sarajevski Indexi, Milo Hrnić i Kićo Slabinac.
Višestruki je dobitnik diskografske nagrade Porin, kao i mnogih drugih glazbenih nagrada. Bio umjetnički direktor Chansonfesta i direktor Zagrebačkog festivala. Danas je u mirovini. Radi kao ton majstor i voditelj poslova u Digitalnom studiju "Lisinski".

## Životopis
Hrvoje Hegedušić rođen je 13. studenoga 1935. godine u Zagrebu. Srednju školu završio je 1954. godine u II. muškoj gimnaziji s velikom maturom, nakon čega je upisao Elektrotehnički fakultet, ali ga nije završio. Godine 1951. završava nižu glazbenu školu, smjer glasovir.
Osnovao je 1957. godine "Vokalni kvintet Hrvoja Hegedušića" koji je bio u sastavu Hrvoje Hegedušić, Ivan Bauer, Ivica Bobinec, Boris Pavlenić i Krešimir Lastrić, a od 1958. godine i Mladen Kovačić, koji 1960. godine odlazi te sastav nakon toga djeluje kao kvartet "Vokal 4". U to vrijeme kao ton majstor dramskog programa počinje raditi na postaji radio Zagreba te kao ton-majstor sve do 1984. godine.
Zajedno s Arsenom Dedićem, Anđelkom Kovačićem i Ivicom Bobincem, 1963. godine osniva "Zagrebački vokalni kvartet". Sljedeće godine počinje samostalno djelovati kao interpret šansona te s grupom autora osniva "Studio 64" s kojom se posvećuje gajenju pjesničke riječi u skladbama. Uglazbio je mnoge stihove poznatih pjesnika poput Branka Čopića, Dobriše Cesarića, Antuna Gustava Matoša, Miroslava Krleže, Željka Sabola, Dragutina Tadijanovića, Vjekoslava Majera, Tina Ujevića, Zvonimira Goloba, Drage Britvića i drugih. Uz Arsena Dedića i Zvonka Špišića postao je jedan od glavnih predstavnika autorske glazbe.
Godine 1965. ostvaruje suradnju s tekstopiscem Majom Perfiljevom, koja rezultira prvim mjestom na "Melodijama Jadrana" u Splitu 1966. godine, sa skladbom "Bokeljska noć". Piše šansone od kojih su brojne uspješnice, a neke od njih su "Utjeha kose", "Kao prije", "Nedjelje u predgrađima", "Slavonska balada", "Ponekad mislim...", "Mala kavana", "Momci iz kafića", "Nigdar ni tak bilo", "Svaki me frtal na nekaj podseća", "Tvoja mati je legla da spava", "Da sam ja netko", "Miruj, miruj srce", "Sanjam", "Suze, suze", "Elegija", "Povedi me večeras", "Jedno toplo ljeto", "Plovi mala barka", "Kuca srce moje", "Nek se toči staro vino", "Otišli su naši dečki". Uz sudjelovanje glumaca zagrebačkih kazališta (režija Matija Koletić), 1974. godine objavljuje vrlo uspješan album za djecu Ježeva kućica.
Za vrijeme Domovinskog rata, 1991. godine, objavljuje skladbu "Vukovar" koja se ubraja u najveće uspješnice nastale za vrijeme agresije na Hrvatsku. Skladba je uvrštena u zbirke "Hrvatsko Ratno Pismo" (1992.) i "Hrvatska lađa" (1994.).

## Novije doba
Hrvoje Hegedušić umirovljen je 1995. godine i još uvijek je aktivan kao ton-majstor, aranžer, producent te je voditelj poslova u Digitalnom studiju "Lisinski". Godine 1998. zajedno sa Zvonkom Špišićem, Zvonkom Zidarićem i Daliborom Paulikom osniva Internacionalni festival šansone "Chansonfest". Bio je direktor "Zagrebfesta" 2000., a 2002. i 2003. bio je član savjeta HRT-a.
U bivšem braku s estradnom umjetnicom i nastavnicom glazbe Ksenijom Erker, ima dvije kćeri, Hanu (1976.) i Martinu (1979.). Sada je u braku s magistrom glazbene teorije Ljerkom Hegedušić. Žive u Selcu.

## Nagrade
Višestruki je dobitnik diskografske nagrade Porin, kao i mnogih drugih glazbenih nagrada, neke od njih su:
- 1966. - I. nagrada publike za skladbu "Bokeljska noć" na festivalu "Melodije Jadrana 66" u Splitu
- 1967. - nagrada stručnog žirija za šansonu "Balada iz predgrađa" na festivalu "Zagrebfest 67."
- 1968. - I. nagrada žirija za skladbu "Prihvatit ću sve" na festivalu "Zagreb '68."
- 1971. - I. nagrada publike za skladbu "Izvor" na festivalu "Zagreb '71."
- 1971. - I. nagrada za žirija skladbu "Kolana" na festivalu "Crna Gora '71."
- 1971. - I. nagrada publike za skladbu "Gazi, dragi srce moje" na festivalu "Zagreb '71."
- 1973. - I. nagrada publike za skladbu "Otkad si tuđa žena" na festivalu "Zagreb '73."
- 1977. - I. nagrada žirija za skladbu "Poslušaj" na festivalu "Krapina '77."
- 1978. - nagrada žirija novinara za skladbu "Razgovara zemlja stara" na festivalu "Split '78."
- 1979. - II. nagrada publike za skladbu "Kad su tukle stare ure" na festivalu "Split '79."
- 1989. - I. nagrada žirija za skladbu "Alla fine della strada" na festivalu "Melodije Morja in sonca", Portorož 1989.
- 1990. - nagrada za aranžman za skladbu "Verso le stelle" na festivalu "Melodije Morja in sonca" Portorož 1990.
- 1990. - II. nagrada publike za skadbu "Natalija" na festivalu "Zagreb '90."
- 1998. - diskografska nagrada Porin, za snimku projekta Martina Filjak, glasovir
- 2000. - nagrada "Zlatna ptica" od diskografske kuće Croatia Records, kao aranžer za više od sto tisuća prodanih nosača zvuka
- 2002. - diskografska nagrada Porin, za snimku projekta Maksima Mrvice, glasovir
- 2002. - diskografsku nagrada Porin, za produkciju projekta "Božić u Obitelji"
- 2003. - diskografsku nagrada Porin, za snimku projekta "Skladbe Željka Brkanovića"

## Diskografija
Albumi
- 1973. - Balada iz predgrađa (Jugoton, LP 61086)
- 1973. - Voljenoj, izvođač: Dalibor Brun, (Jugoton, LP 61013)
- 1974. - Balada iz predgrađa (Jugoton, LP)
- 1981. - Pjevam pjesnike (PGP RTB, LP)
- 1992. - Stoji grad (Croatia Records, MC 6 3036676)
- 1994. - Kad se noćas vratim. (Croatia Records, CD D K 5050711)

Singlovi
- 1969. - "Sve ruže" / "Mjesec i ti" (Jugoton)
- 1972. - "Tvoja mati je legla da spava" / "Bijele ruže" (Jugoton)
- 1973. - "Elegija" (Jugoton)

## Vanjske poveznice
- Intervju s Hrvojem Hegedušićem  Arhivirana inačica izvorne stranice od 12. srpnja 2012. (Wayback Machine)
- Diskografija Hrvoja Hegedušića